# 镰角鱼属
镰角鱼属（学名：Falxcornus）是三尖鱼科的一属。

## 下属物种
本属包括以下物种：
- 刘氏镰角鱼 Falxcornus liui ，发现于云南曲靖早泥盆世洛霍考夫期（大约4.19亿年前）西山村组[2][3]